# Kokemäenjoki
Kokemäenjoki (" Kokemäki floden", svensk: Kumo älv) er en flod i det sydvestlige Finland .

## Geografi
Floden kommere fra Liekovesi-søen i Birkaland- regionen og løber 121 kilometer til Den Botniske Bugt ved byen Pori i Satakunta-regionen. Primære bifloder til Kokemäenjoki er floderne Loimijoki, Kauvatsanjoki og Harjunpäänjoki.